# 广轻控股集团
广东省广轻控股集团有限公司，简称“广轻控股集团”，是广东省属的国有投资控股企业集团、广东省工艺美术行业的龙头企业。

## 历史
广轻控股集团前身为1954年设立的广东省手工业管理局，1980年更名为广东省第二轻工业厅，1994年转制为广东省二轻工业集团公司。2015年10月开始，对直属企业进行公司制改革，2016年7月12日，更名为“广东省广轻控股集团有限公司”。

## 子公司
- 广东省工艺美术有限公司
  - 广东省工艺美术珍品馆（广东省工艺美术博物馆）
  - 粤港澳大湾区工艺美术博览会
- 广东省工艺美术研究所
- 广东省广轻置业有限公司
  - 工美港国际数字创新中心
  - A+琶洲创新港
  - 署前大楼
  - 寺右大楼
  - 艺苑大厦
  - 艺丰大厦
  - 广轻泰成养老院
- 广东省装饰有限公司